# Acanthoplistus maliensis
Acanthoplistus maliensis är en insektsart som beskrevs av Andrej Vasiljevitj Gorochov 1988. Acanthoplistus maliensis ingår i släktet Acanthoplistus och familjen syrsor. Inga underarter finns listade i Catalogue of Life.